# Довготривала гра
Довготривала гра (англ. The Long Game) — сьомий епізод першого сезону поновленого британського телесеріалу «Доктор Хто». Уперше транслювалась на телеканалі BBC One 7 травня 2005 року. Сценаристом епізоду був Расселл Стівен Девіс, режисером — Браєн Грант. Концепція епізоду «Довготривала гра» початково пропонувалась сценаристам «Доктора Хто» Расселлом Ті Девісом ще у 1980-х рр. Девіса завжди цікавило написання сюжету історії про компаньйона, якому не вдалося поладити з Доктором. Цей епізод був переглянутий 8,01 мільйонами глядачів у Великій Британії та отримав переважно змішані відгуки критиків.

## Короткий опис
В цьому епізоді Дев'ятий Доктор, його супутниця Роуз Тайлер та молодий британський дослідник-геній Адам Мітчелл, який приєднався до них у минулому епізоді, відвідують Супутник №5 у 200 000 році н.е. — космічну станцію, яка транслює новини по всій Імперії людства. Однак Доктор помічає підозрілі речі на станції: на ній відсутні прибульці, а ті, кого підвищують на службі до роботи на поверсі №500, безслідно зникають. Доктор та Роуз знаходять редактора (грає Саймон Пегг) та інопланетянина, що контролюють решту людства через медіа. Тим часом Адам вчиняє помилку, яка змушує Доктора повернути його додому.

## Сюжет
Дев'ятий Доктор, Роуз та Адам Мітчелл подорожують до 200 000 року н. е. та висаджуються на борт Супутника № 5 — космічної станції на орбіті Землі в час Четвертої імперії людства. Вони оглядають станцію. Коли на станції відчиняються крамнички з їжею, вона наповнюється людьми, Доктора спантеличує те, що на ній відсутні прибульці. Він вирішує розслідувати це, запропонувавши Адаму та Роуз піти щось поїсти.
Доктор зустрічається з Катікою та Сукі, журналістами на Супутнику № 5. Доктор запитує їх про станцію. Катіка бачить її, як можливість отримати підвищення та направлення до «Поверху 500», розповідаючи йому, що Супутник № 5 — станція новин, що транслює 600 каналів по всій імперії. Редактор на поверсі 500 бачить їх з камер спостереження та наказує провести перевірку безпеки.
Доктор, Роуз та Адам ідуть до кімнати, де знаходяться інші репортери, що сидять колом навколо центрального крісла. Катіка сідає у центр та відкриває на лобі свій порт. Інші притискають руки до панелей: згори з'являється промінь енергії, що передає інформацію до її мозку. Катіка виступає в ролі процесора для комп'ютерних систем, що транслюють усі новини із Супутника № 5. Доктор пояснює, що кожен репортер має чіп в голові, який отримує інформацію від Катіки та потім передає її на свої окремі канали. Лікар пояснює ссвоїм супутникам, що ця технологія хибна.
Перевірка безпеки виявляє, що хтось у кімнаті новин несанкціоновано отримав доступ до систем і визначає Сукі як зловмисника. Редактор припиняє передачу даних у кімнаті та підвищує Сукі до роботи на поверсі 500. Цей поверх видається безлюдним та вкритим снігом з трупами. Сукі вітає редактор. Він одразу робить висновок, що її життєва історія у резюме брехлива. Сукі націлює пістолет на редактора, вимагаючи дізнатися, хто керує Супутником № 5. Він знайомить її з Головним редактором, що знаходиться на стелі. Ця істота непроникна до пострілів Сукі — дівчина кричить, коли монстр підіймає її до себе.
Доктор задає Катіці нові питання. Вона просить його не залучати її до розслідування. Доктор каже, що Імперія переживає застій — щось стримує її розвиток протягом останніх дев'яноста одного року з моменту, коли Супутник № 5 почав мовлення.
Адам залишає Роуз і вирушає до оглядового майданчика, підходячи до станційного терміналу з наміром отримати інформацію про технології майбутнього. Він дзвонить у минуле з телефону Роуз, бажаючи залишити на автовідповідачі повідомлення зі знаннями з майбутнього. Комп'ютер забороняє йому доступ, направляючи до медичних лабораторій. Медсестра там пояснює йому, що Адаму потрібен чіп для доступу до системи. Адам отримує його за допомогою операції.
Поки Доктор отримує доступ до мейнфрейму станції, редактор наказує додатково перевірити Роуз та Доктора, виявивши, що згідно записів на Супутнику № 5 жоден з них не існує. Доктор отримує доступ до даних комп'ютера та виявляє, що щось генерує багато тепла на верхніх рівнях. Вони отримують пароль для підйому на ліфті до поверху 500. Там вони знаходять редактора та труп Сукі, що управляється комп'ютерною системою. Охоронці редактора захоплюють Доктора та Роуз, а редактор пояснює, що людством протягом останніх дев'яноста років контролює монстр, знаний як Могутній Джаграфес. Вони маніпулюють новинами та контролюють людство.
Адам заходить до кімнати новин та активує свій чіп. Він знову телефонує додому, передаючи всю інформацію з системи. Редактор отримує через нього знання, що Доктор є останнім з володарів часу, а Роуз — його супутниця.
Катіка передумує та піднімається до поверху 500, де бачить, як редактор розпитує доктора та Роуз. Доктор помічає Катіку і зауважує, що метаболізм Джаграфеса виробляє багато тепла, яке переміщується з верхніх поверхів униз. Станція є його системою життєзабезпечення. Катіка йде до кімнати управління на поверсі 500, отримує доступ до системи, змінює протоколи безпеки та перериває зв'язок Адама. Вона змінює дані системи контролю клімату, нагріваючи поверх 500. Роуз і Доктор звільняються від наручників та тікають. Джаграфес над редактором розширюється та вибухає.
Доктор розлючується через дії Адама та повертає його до свого часу, до будинку батьків і знищує автовідповідач із записаними знаннями з майбутнього. Чіп залишається в голові Адама назавжди. Адам благає Доктора взяти його з собою, вибачаючись за скоєне. Доктор з Роуз покидають Адама в той час, коли додому повертається його мати.

## Знімання епізоду
У книзі Shooting Scripts Расселл Ті Девіс заявляє, що в нього був початковий намір написати сценарій епізоду з перспективи Адама Мітчелла (ідентично з епізодом «Роуз», який написаний з перспективи Роуз Тайлер) та зобразити Доктора і Роуз загадковими та дещо лякаючими героями. Зокрема він дав сценарію робочу назву «Адам». Іншою робочою назвою була «Компаньйон, якому не вдалося». Згідно зі словами сценариста, концепція епізоду «Довготривала гра» була розроблена в ранніх 1980-х рр. та передана до відділу з виробництва серіалу «Доктор Хто», отримавши відмову. Пізніше Девіс переробив цю концепцію для відновленого телесеріалу.
Знімання епізоду відбувалось у Ньюпорті у листопаді та грудні 2004, а також у Коритоні, районі Кардіффа у грудні того ж року. Цей епізод єдиний, що був знятим у четвертому виробничому блоці сезону. Джаґрафресс (Головний редактор) був повністю створений за допомогою CGI. Монстру надали «акулячий» дизайн з наміром, щоби анімація його атак виглядала схожою з акулячою. Початковий дизайн персонажа описувався словами «Купа м'яса на стелі».

## Трансляція епізоду та відгуки
Епізод «Довготривала гра» вперше транслювався у Великій Британії на телеканалі BBC One 7 травня 2005 року. Рейтинги за ніч показали, що епізод був переглянутий 7,51 мільйонами глядачів з часткою аудиторії 38,9%. Він отримав остаточний рейтинг у 8,01 мільйона глядачів у Великій Британії — шосте місце серед передач з найвищим рейтингом на BBC One за тиждень.
Епізод отримав переважно змішані відгуки. SFX назвав епізод «нормальним», який нагадував один з попередніх епізодів «Кінець світу». Попри похвалу грі Пегга, темі «контролю за засобами масової інформації» та Головного редактора Джаґрафресса, вони критикували її за «неспроможність захопити уяву», оскільки «не було справжньої відчутної загрози», а також, що людська культура виглядала ідентичною сучасній. Арнольд Т. Блумбург із «Now Playing» дав «Довготривалій грі» оцінку B-, назвавши епізод «розважальним» та таким, що відсилає до класичного телесеріалу. Однак він поставив під сумнів наростаючу тенденцію, в якій Доктор перестає бути головним героєм епізоду, і зазначив, що існують деякі незавершені сюжетні лінії. Оглядаючи епізод у 2013 році, Патрік Малкерн з «Radio Times» оцінював епізод позитивніше, зазначаючи, що він «блискуче виступає як сатира медіа».